# Diecezja Kavieng
Diecezja Kavieng – diecezja rzymskokatolicka w Papui-Nowej Gwinei. Powstała w 1957 jako wikariat apostolski. W 1966 podniesiona do rangi diecezji.

## Biskupi ordynariusze
- Alfred Matthew Stemper MSC (1957 – 1980)
- Karl Hesse MSC (1980 – 1990)
- Ambrose Kiapseni MSC (1991 – 2018)
- Rochus Josef Tatamai MSC (2018 – 2020)
- Roland Vunuvung (od 2023)